# 剑与远征：启程
《剑与远征：启程》是由莉莉丝游戏开发的3D卡牌角色扮演游戏，于2024年3月27日登陆Microsoft Windows、Android、iOS平台。游戏是放置角色扮演游戏《剑与远征》的续作，采用免费游玩加抽卡内购的模式。
故事发生在魔法奇幻大陆伊索米亚，玩家将扮演失忆的大魔法师梅林，在绘本风格的开放世界中探索，并用各种英雄进行策略战斗。

## 玩法
游戏保留了前作的挂机玩法，挂机奖励会随着时间逐步积累，奖励最终可用于英雄与装备升级。游戏中英雄与装备的等级为共享状态。
游戏中的战斗采用棋盘格子形式，玩家需要选择5个英雄出战，并决定每位英雄在10个格子中的站位。英雄共分为六个职业，坦克、战士、射手、法师、游侠与辅助，每个英雄配备有三个技能，玩家可以选择自动战斗，也可以手动释放终极技能，期间将触发子弹时间。有时玩家可以利用火焰喷射器、地雷等机关，依据地形隔离打败敌人。
英雄可以通过提升等级、升级装备与技能获得增强。玩家可以通过抽奖机制来获得更多角色，抽奖需要几种高级游戏货币，玩家可以通过游戏内事件或应用内购买获得。
游戏采用开放世界，玩家可以在薄暮丛林、金穗镇、荒角沙漠、黑棘海等不同景观的区域内进行探索。地图上分布各类谜题，玩家可以通过完成解谜来获取奖励。此外，玩家可以在地图上的特定位置参与潜行、钓鱼、航海、炼金等游戏获取奖励。地图中存在众多传送点，玩家可以借此来快速旅行。
除去主线与支线任务之外，游戏的其他模式包括：迷梦之域（每天用不同难度挑战不同头目）、竞技场（挑战其他玩家提高竞技段位）、天穹试炼（使用特定种族的英雄攀登高塔，其中每一层敌人难度都会上升）、荣誉对决（公平竞技，选择一个初始阵容并通过商店来提升实力，通过获得9次战斗胜利或3次失败来结束一轮挑战）、异界迷宫（Roguelike模式）等。玩家还可以组建公会，合作完成公会活动、击杀公会boss。

## 世界观
游戏背景设定在伊索米亚，一个充满魔法的奇幻大陆。生命之种自远处漂泊而来，在伊索米亚大陆落地生根。众神在混战中堕落，六大种族孕育而生。玩家将扮演一位暂时失忆的传奇大魔法师梅林，在伊索米亚的世界中探索与战斗，引导英雄们拔出关系到世界真相的石中剑。
游戏中共有六大种族的设定，分别是：肩负人类荣光的耀光、与森林休戚与共的绿裔、崇尚力量的蛮血部落，由死亡中重生的亡灵，以及水火不容的半神与恶魔，各种族的英雄之间存在相互克制关系。
游戏每4个月开放新赛季，提供不同主题的故事与赛季性玩法。除去启程篇章的这一初始赛季外，游戏内包含三个赛季，分别是沙漠主题的「残阳下的战歌」、海港黑帮主题的「锈锚港风云」与冰雪主题的「冬夜残响」。

## 开发
游戏于2021年5月正式立项，开发团队成员大多数来自《剑与远征》，当时团队希望“创造一个全新沉浸体验的大世界来，来重新定义卡牌类游戏”，并设想游戏的生命周期可以达到10年。出于玩法层面和美术表现的考量，游戏采用了3D画面。在美术风格上，团队在开发时主要参考了教堂的花窗玻璃，保留了简洁的大面积色块、描线线条等特点。
经过16个月的开发之后，游戏首先在英国、加拿大、澳大利亚、印度尼西亚和菲律宾进行了几次小规模的封闭测试。2023年4月，游戏开启公开Beta测试。一年后的2024年3月，游戏首先在美国与欧洲市场发行。2024年8月，游戏在全球上线。

## 反响
根据汇总媒体Metacritic，《剑与远征：启程》的评价以“正面评论为主”。在Google Play年度最佳游戏的颁奖词中，表示游戏具有“杰出的视觉效果和丰富的奇幻冒险世界，能探索的内容令人吃惊”，并认为游戏有“可拓展的角色阵容、令人深度满足的策略战斗系统“。MMORPG记者Steven Weber表示游戏是“长期以来最出色的放置策略RPG之一”。Pocketgamer称游戏“是一款令人着迷的RPG，拥有引人入胜的故事书视觉风格和简单但充实的战斗系统”。Gametyrant的记者Noah Cochrane表示：“每个角色的外观细节都令人赞叹不已”，游戏在地图方面“制作精美、色彩鲜艳，视觉效果令人惊叹，让游戏世界栩栩如生”。
根据PocketGamer的数据，截至2024年9月21日（即游戏上线半年），《剑与远征：启程》收入已达到1.583亿美元。游戏在海外上线后，四个月的总收入约为7100万美元。2024年8月8日游戏在亚洲发行，8月11日收入达到峰值336万美元，此后每日收入保持在50万美元以上。游戏最大的移动市场是美国，占收入的28%，其次是中国，占22%，然后依次是韩国14%、台湾6%、日本5%。截至2024年12月，游戏下载量已经突破1500万次。
| 年份 | 奖项                  | 类别           | 结果 | 参考   |
| ---- | --------------------- | -------------- | ---- | ------ |
| 2024 | 游戏大奖              | 最佳手机游戏   | 提名 | [ 27 ] |
| 2024 | 苹果App Store年度游戏 | 年度iPhone游戏 | 獲獎 | [ 28 ] |
| 2024 | Google Play年度最佳   | 最佳游戏       | 獲獎 | [ 29 ] |